# Chormały
Chormały (ros. Хормалы) – wieś (sieło) w Rosji, w Czuwaszji, w rejonie ibriesińskin. W 2010 liczyła 1256 mieszkańców.

## Urodzeni
- Ignacy (Grigorjew) - biskup prawosławny.